# Dyscia albidaria
Dyscia albidaria är en fjärilsart som beskrevs av Otto Staudinger 1871. Dyscia albidaria ingår i släktet Dyscia och familjen mätare. Inga underarter finns listade i Catalogue of Life.